# Юган Андреас Мюррей
Юган Андреас Мюррей (швед. Johan Andreas Murray; 27 січня 1740 — 22 травня 1791) — шведський ботанік, лікар, професор ботаніки та медицини, учень Карла Ліннея.

## Біографія
Юган Андреас Мюррей народився у Стокгольмі 27 січня 1740 року.
З 1756 до 1759 він навчався в Упсальському університеті. Його вчителем був видатний шведський учений Карл Лінней. Він вів листування з Карлом Ліннеєм до 1776 року.
Юган Андреас Мюррей помер в місті Ґетінґен 22 травня 1791 року.

## Наукова діяльність
Юган Андреас Мюррей спеціалізувався на папоротеподібних, водоростях та насіннєвих рослинах.

## Наукові праці
- Johan Andreas Murray: Prodromus designationis stirpium gottingensium. 1770.
- Johan Andreas Murray: Commentatio de Arbuto uva ursi …. 1764.
- Commentatio de Arbuto Uva Ursi: exhibens Descriptionem eius botanicam, Analysin chemicam, eiusque in Medicina et Oeconomia varium Usum. — Gottingae: Pockwitz & Barmeier, 1765[6].
- Johan Andreas Murray: Opuscula. 1785—1786.
- Johan Andreas Murray: Apparatus medicaminum. 1776—1792 (2. Aufl. (Bd. 1—2) 1793—1794).

## Вшанування
Карл Лінней на честь свого учня назвав рід рослин Murraya родини Рутові.